# Білецька Елеонора Миколаївна
Білецька Елеонора Миколаївна (нар. 27 липня 1952 Дніпропетровськ) — радянська та українська лікар-гігієніст, доктор медичних наук (2000), професор. Заслужена діячка науки і техніки України (2015)..

## Біографія
Білецька Елеонора Миколаївна закінчила Дніпропетровський медичний інститут у 1976 р. Потім там же й продовжила працювати викладачем. З 1995 р. до 2002 р. — доцент, з 2002 р. — професор кафедри гігієни та екології.

## Основні наукові дослідження
Елеонора Миколаївна вивчає проблему збереження здоров'я населення та попередження розвитку захворювань, спричинених несприятливим впливом довкілля на організм людини.

## Основні наукові праці
- Гігієнічні аспекти важких металів у навколишньому середовищі // БМВ. 1999. Т. 3, № 2;
- Роль тяжелых металлов в развитии репродуктивных нарушений // ГиС. 2002. № 1 (співавт.);
- Тяжелые металлы внешней среды и их влияние на иммунный статус населения. Дн., 2002 (співавт.).

## Нагороди та відзнаки
- 2015 р. — Заслужена діячка науки і техніки України